# Coleophora subnigra
Coleophora subnigra é uma espécie de mariposa do gênero Coleophora pertencente à família Coleophoridae.